# Suga (мініальбом)
| Загальна оцінка      | Загальна оцінка |
| Джерело              | Оцінка          |
| -------------------- | --------------- |
| Album of the Year    | 71/100          |
| AnyDecentMusic?      | 7.2/10          |
| Metacritic           | 77/100          |
| Оцінки критиків      |                 |
| Джерело              | Оцінка          |
| AllMusic             | [ 4 ]           |
| Consequence of Sound | B               |
| Exclaim!             | 7/10            |
| The Line of Best Fit | 9/10            |
| Pitchfork            | 7/10            |
| Rolling Stone        | [ 9 ]           |

Suga — третій мініальбом американської реперки Megan Thee Stallion, що був випущений 6 березня 2020 року на лейблах 1501 Certified Entertainment і 300 Entertainment. В альбомі присутні спільні пісні з Кейлані і Gunna.
Мініальбом містить у собі сингл «BITCH», що вийшов 24 січня 2020 року та зайняв 31 місце в американському чарті Billboard Hot 100. Другий сингл альбому «Captain Hook» був випущений 10 березня 2020 разом з відеокліпом. Пісня «Savage» була відправлена на 40 Contemporary hit radio лейблами 1501 Certified Entertainment і 300 Entertainment як третій сингл з мініальбому.

## Історія
Лід-сингл «BITCH» був випущений 24 січня 2020 року. Він отримав гарну оцінку від критиків і посів 31 місце у чарті Billboard Hot 100. Після виходу «BITCH», Megan Thee Stallion надала докладнішу інформацію про мініальбом.
У лютому 2020 року, в інтерв'ю, співачка заявила, що альбом вийде в травні 2020 року, у день народження її матері.
4 березня 2020 року, у соціальних мережах Megan Thee Stallion анонсувала реліз і трек-лист її нового проєкту під назвою Suga.

## Сингли
Лід-сингл мініальбому «B.I.T.C.H.» був випущений 24 січня 2020 року. Пісня дебютувала на 31 місці в чарті Billboard Hot 100 і на 9 в американському чарті Rolling Stone Top 100. Відеокліп на пісню був випущений 6 березня 2020, в день резізу міні-альбому. Режисером став Eif Rivera.
Відеокліп для пісні «Captain Hook» був оприлюднений 10 березня 2020. Пізніше Меган запустила танцювальний челендж із цією піснею в застосунку TikTok, який швидко став глобальним. Пісня дебютувала на 74 місці в чарті Billboard Hot 100.
Пісня «Savage» стала вірусною в TikTok та пізніше була випущена як третій сингл мініальбому.

## Комерційний успіх
Suga дебютував на 10 позиції в американському чарті Billboard 200 з продажами в 41,000 одиниць, еквівалентних альбому. Цей мініальбом став другим альбомом Megan Thee Stallion, який потрапив у топ-10 чарту Billboard 200.

## Список композицій
| №  | Назва                       | Автор                                                                                   | Продюсер                  | Тривалість |
| -- | --------------------------- | --------------------------------------------------------------------------------------- | ------------------------- | ---------- |
| 1. | «Ain't Equal»               | Меган Піт Мартін МакКартіс                                                              | Helluva                   | 2:24       |
| 2. | «Savage»                    | Піт Ентоні Вайт Бобі Сешнс-молодший                                                     | J.White Did It            | 2:35       |
| 3. | «Captain Hook»              | Піт Джуліан Мейсон                                                                      | Lil Ju                    | 2:56       |
| 4. | «Hit My Phone»              | Піт Кейлані Періш Ніджа Чарльз Джейкоб Даттон Ендрю Вансел Сем Вішкоскі                 | Jake One Pop Wansel Swish | 2:30       |
| 5. | «B.I.T.C.H.»                | Піт МакКартіс Гарі Купер Джордж Клінтон-молодший Вільям Колінс Тупак Шакур Дуглас Рашід | Helluva                   | 3:03       |
| 6. | «Rich»                      | Піт Томмі Браун                                                                         | Brown                     | 1:35       |
| 7. | «Stop Playing(feat. Gunna)» | Піт Серджіо Кітченс Чад Гьюго Фаррел Вільямс                                            | The Neptunes              | 2:54       |
| 8. | «Crying in the Car»         | Піт Гьюго Вільямс                                                                       | The Neptunes              | 3:12       |
| 9. | «What I Need»               | Піт Тімоті Мослі                                                                        | Timbaland J Tabb          | 3:20       |